# Nebušický potok
Nebušický potok je menší vodní tok v Pražské plošině, levostranný přítok Šáreckého potoka v Nebušicích a Dejvicích v hlavním městě Praze. Délka toku měří 3,3 km, plocha povodí činí 5,3 km².

## Průběh toku
Potok pramení pod náměstím Padlých v Nebušicích v nadmořské výšce 304 metrů. Potok teče západním směrem a napájí Nebušický rybník. Potok obtéká Nebušice ze severu, teče kolem několika bývalých usedlostí a po část toku je veden v podzemí. Za Nebušicemi se potok stáčí k jihovýchodu a za lokální ČOV napájí retenční nádrž Nebušice. Pod vrchem Gabrielka (283 m) potok vytvořil meandr a podtéká silnici II/240. Na Jenerálce, katastrálním území Dejvic, se Nebušický potok zleva vlévá do Šáreckého potoka v nadmořské výšce 223 metrů. Dolní tok potoka se nachází na území Přírodního parku Šárka-Lysolaje.

## Galerie

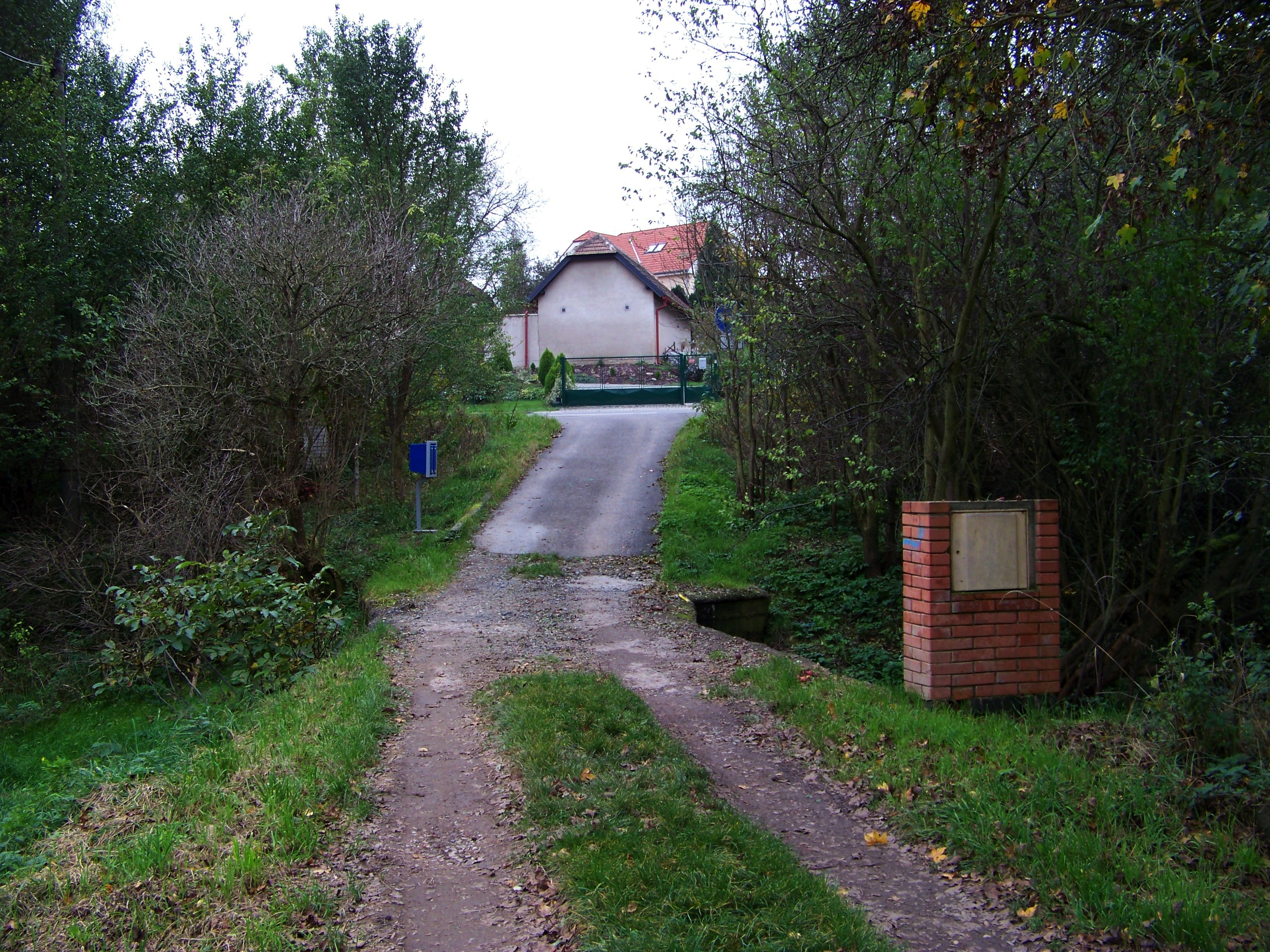
cesta od Šedivky, můstek přes Nebušický potok
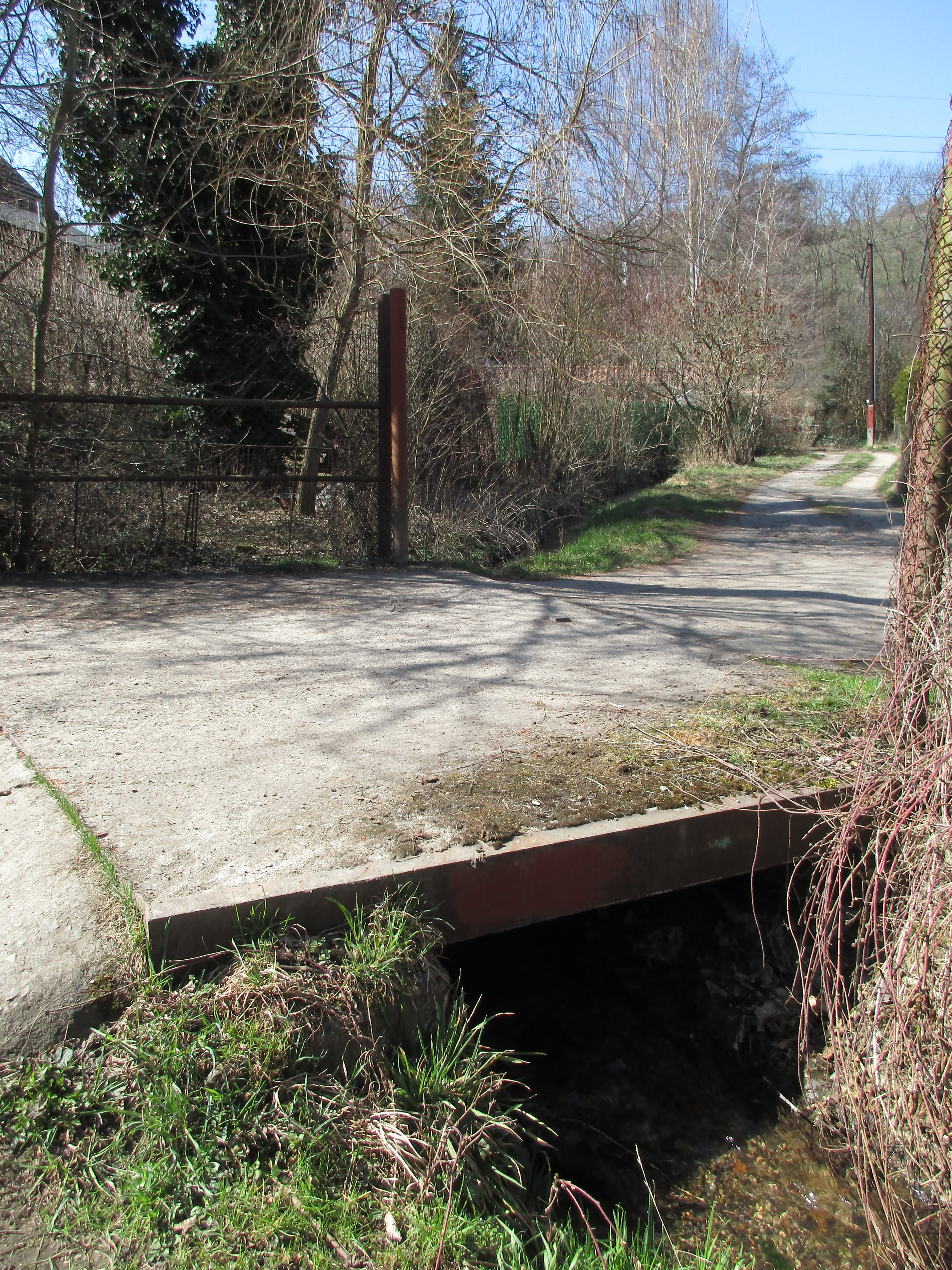
pod Habrovkou